# تور دو فرانس ۲۰۱۴
تور دو فرانس ۲۰۱۴ صدویکمین دورهٔ مسابقات تور دو فرانس بود. این مسابقه ۵ ژوئیه در لیدز بریتانیا آغاز شد و ۲۷ ژوئیه در پاریس به پایان رسید. وینچنزو نیبالی ایتالیایی از تیم آستانه با بیش از هفت دقیقه اختلاف با نفر دوم، ژان-کریستوف پرو، به مقام قهرمانی دست یافت. هم‌چنین تیبو پینو بر سکوی سوم ایستاد.

## تیم‌ها و رکابزنان
افزون بر ۱۸ تیم حرفه‌ای شرکت‌کننده در فصل ۲۰۱۴، چهار تیم حرفه‌ای قاره‌ای نیز در مسابقات این دوره حضور داشتند. این چهار تیم در ۱۴ ژانویهٔ ۲۰۱۵ توسط سازمان‌دهندهٔ تور دعوت شدند.
هر تیم ۹ رکابزن را معرفی کرد تا تور با شرکت ۱۹۸ رکابزن آغاز شود که از میان آن‌ها ۴۷ نفر برای نخستین بار در تور شرکت می‌کردند. ۱۷۴ رکابزن به خط پایان در پاریس رسیدند. رکابزنانی از ۳۳ کشور در تور حاضر بودند و جی چنگ نخستین رکابزن چینی شرکت‌کننده در تاریخ تور بود. میانگین سنی رکابزنان ۲۹٫۸۸ سال بود. جوان‌ترین رکابزن دنی فن پوپل با سن ۲۰ سال و مسن‌ترین رکابزن ینس فوکت با سن ۴۲ سال بودند.

## مسیر و رده‌بندی

### مسیر مسابقه
رکابزنان باید مسیر مسابقه به مسافت ۳۶۶۳٫۵ کیلومتر را در ۲۱ مرحله طی می‌کردند. طولانی‌ترین مرحلهٔ تور، مرحلهٔ شانزدهم از کارکاسون به بانره دو لوشون بود که مرحله‌ای کوهستانی محسوب می‌شد. مرحلهٔ بیستم از برژراک تا پریگو که تایم تریل انفرادی بود، با مسافت ۵۴ کیلومتر، کوتاه‌ترین مرحله به‌شمار می‌رفت.
مرحلهٔ نخست تور از شهر لیدز آغاز شد. سه مرحله از تور در بریتانیا قرار داشت و این دورهٔ چهارمین دوره‌ای بود که بخشی از تور در بریتانیا برگزار می‌شد.

### رده‌بندی رکابزنان
| درجهٔ سختی مرحله       | ۱ | ۲ | ۳ | ۴ | ۵ | ۶ | ۷ | ۸ | ۹ | ۱۰ | ۱۱ | ۱۲ | ۱۳ | ۱۴ | ۱۵ | ۱۶ | ۱۷ | ۱۸ | ۱۹ | ۲۰ | ۲۱ |
| --------------------- | - | - | - | - | - | - | - | - | - | -- | -- | -- | -- | -- | -- | -- | -- | -- | -- | -- | -- |
| بدون سختی             |   |   |   |   |   |   |   |   |   |    |    |    |    |    |    |    |    |    |    |    |    |
| نیمه‌کوهستانی          |   |   |   |   |   |   |   |   |   |    |    |    |    |    |    |    |    |    |    |    |    |
| کوتاه با زمین ناهموار |   |   |   |   |   |   |   |   |   |    |    |    |    |    |    |    |    |    |    |    |    |
| بسیار سخت             |   |   |   |   |   |   |   |   |   |    |    |    |    |    |    |    |    |    |    |    |    |
| بسیار سخت کوتاه       |   |   |   |   |   |   |   |   |   |    |    |    |    |    |    |    |    |    |    |    |    |
| تایم تریل             |   |   |   |   |   |   |   |   |   |    |    |    |    |    |    |    |    |    |    |    |    |

رکابزنان بر پایهٔ عملکرد خود در مراحل مختلف در پنج رده‌بندی قرار می‌گرفتند: رده‌بندی اصلی (برپایهٔ مجموع زمان طی شده توسط هر رکابزن و جایزه و جریمهٔ زمانی)، رده‌بندی کوهستان (برپایهٔ امتیازات کسب شده در مراحل کوهستانی و نیمه‌کوهستانی)، رده‌بندی امتیازی (برپایهٔ امتیازات کسب شده در پایان خط‌ها و اسپرینت‌های میانی)، رده‌بندی تیمی (بر اساس زمان طی شده توسط سه نفر تیم در هر مرحله) و رده‌بندی رکابزن جوان (مشابه رده‌بندی اصلی برای رکابزنان کمتر از ۲۵ سال). مجموعاً ۲٬۰۳۵٬۰۰۰ یورو جایزهٔ نقدی در تور دو فرانس ۲۰۱۴ توزیع شد که جایزهٔ برندهٔ رده‌بندی اصلی، ۴۵۰ هزار یورو و جایزهٔ نفرات دوم و سوم رده‌بندی اصلی ۲۰۰ هزار و ۱۰۰ هزار یورو بود.

## رده‌بندی نهایی
| راهنما | راهنما                | راهنما | راهنما                        |
| ------ | --------------------- | ------ | ----------------------------- |
|        | برندهٔ رده‌بندی اصلی    |        | برندهٔ رده‌بندی امتیازی         |
|        | برندهٔ رده‌بندی کوهستان |        | برندهٔ رده‌بندی رکابزنان جوان   |
|        | برندهٔ رده‌بندی تیمی    |        | برندهٔ جایزهٔ تهاجمی‌ترین رکابزن |

### رده‌بندی اصلی
| رتبه | رکابزن                       | تیم                | زمان     |
| ---- | ---------------------------- | ------------------ | -------- |
| ۱    | وینچنزو نیبالی (ITA)         | آستانه             | ۸۹:۵۹:۰۶ |
| ۲    | Jean-Christophe Péraud (FRA) | آژ۲آر لا موندیال   | + ۷:۳۹   |
| ۳    | تیبو پینو (FRA)              | اف‌دی‌جی.اف‌آر        | + ۸:۱۵   |
| ۴    | آلخاندرو والورده (ESP)       | موویستار           | + ۹:۴۰   |
| ۵    | Tejay van Garderen (USA)     | تیم مسابقه بی‌ام‌سی  | + ۱۱:۲۵  |
| ۶    | رومن بارده (FRA)             | آژ۲آر لا موندیال   | + ۱۱:۲۶  |
| ۷    | Leopold König (CZE)          | نت‌اپ-اندورا        | + ۱۴:۳۲  |
| ۸    | Haimar Zubeldia (ESP)        | ترک فکتوری ریسینگ  | + ۱۷:۵۷  |
| ۹    | لاورنس تن دام (NED)          | بلکین پرو سایکلینگ | + ۱۸:۱۲  |
| ۱۰   | Bauke Mollema (NED)          | بلکین پرو سایکلینگ | + ۲۱:۱۵  |

### رده‌بندی امتیازی
| رتبه | رکابزن                     | تیم                  | امتیاز |
| ---- | -------------------------- | -------------------- | ------ |
| ۱    | پیتر ساگان (SVK)           | کنندیل               | ۴۳۱    |
| ۲    | الکساندر کریستوف (NOR)     | کاتیوشا              | ۲۸۲    |
| ۳    | Bryan Coquard (FRA)        | تیم اروپ‌کار          | ۲۷۱    |
| ۴    | مارسل کیتل (GER)           | جاینت-شیمانو         | ۲۲۲    |
| ۵    | Mark Renshaw (AUS)         | امگا فارما-کوئیک‌استپ | ۲۱۱    |
| ۶    | وینچنزو نیبالی (ITA)       | آستانه               | ۱۸۲    |
| ۷    | آندره گرایپل (GER)         | لوتو–بلیسول          | ۱۶۹    |
| ۸    | راموناس ناوارداوسکاس (LTU) | گارمین–شارپ          | ۱۵۷    |
| ۹    | گرگ فن آورمیت (BEL)        | تیم مسابقه بی‌ام‌سی    | ۱۵۳    |
| ۱۰   | Samuel Dumoulin (FRA)      | آژ۲آر لا موندیال     | ۱۱۷    |

### رده‌بندی کوهستان
| رتبه | رکابزن                       | تیم               | امتیاز |
| ---- | ---------------------------- | ----------------- | ------ |
| ۱    | رافاو مایکا (POL)            | تینکوف-ساکسو      | ۱۸۱    |
| ۲    | وینچنزو نیبالی (ITA)         | آستانه            | ۱۶۸    |
| ۳    | جواکیم رودریگز (ESP)         | کاتیوشا           | ۱۱۲    |
| ۴    | تیبو پینو (FRA)              | اف‌دی‌جی.اف‌آر       | ۸۹     |
| ۵    | Jean-Christophe Péraud (FRA) | آژ۲آر لا موندیال  | ۸۵     |
| ۶    | الساندرو د مارکی (ITA)       | کنندیل            | ۷۸     |
| ۷    | توما ووکلر (FRA)             | تیم اروپ‌کار       | ۶۱     |
| ۸    | جووانی ویسکونتی (ITA)        | موویستار          | ۵۴     |
| ۹    | آلخاندرو والورده (ESP)       | موویستار          | ۴۸     |
| ۱۰   | Tejay van Garderen (USA)     | تیم مسابقه بی‌ام‌سی | ۴۸     |

### رده‌بندی رکابزنان جوان
| رتبه | رکابزن                   | تیم                  | زمان      |
| ---- | ------------------------ | -------------------- | --------- |
| ۱    | تیبو پینو (FRA)          | اف‌دی‌جی.اف‌آر          | ۹۰:۰۷:۲۱  |
| ۲    | رومن بارده (FRA)         | آژ۲آر لا موندیال     | + ۳:۱۱    |
| ۳    | Michał Kwiatkowski (POL) | امگا فارما-کوئیک‌استپ | + ۱:۱۳:۴۰ |
| ۴    | تام دیمولن (NED)         | جاینت-شیمانو         | + ۱:۳۹:۴۵ |
| ۵    | Jon Izagirre (ESP)       | موویستار             | + ۱:۵۲:۳۵ |
| ۶    | رافاو مایکا (POL)        | تینکوف-ساکسو         | + ۲:۰۹:۳۸ |
| ۷    | Rudy Molard (FRA)        | کوفیدیس              | + ۲:۲۶:۰۷ |
| ۸    | Ben King (USA)           | گارمین–شارپ          | + ۲:۳۳:۴۴ |
| ۹    | Tom-Jelte Slagter (NED)  | گارمین–شارپ          | + ۲:۴۱:۰۵ |
| ۱۰   | پیتر ساگان (SVK)         | کنندیل               | + ۲:۴۴:۳۷ |

### رده‌بندی تیمی
| رتبه | تیم                | زمان      |
| ---- | ------------------ | --------- |
| ۱    | آژ۲آر لا موندیال   | ۲۶۰:۲۷:۰۲ |
| ۲    | بلکین پرو سایکلینگ | + ۳۴:۴۶   |
| ۳    | موویستار           | + ۱:۰۶:۱۰ |
| ۴    | تیم مسابقه بی‌ام‌سی  | + ۱:۰۷:۵۱ |
| ۵    | تیم اروپ‌کار        | + ۱:۳۴:۵۷ |
| ۶    | آستانه             | + ۱:۳۶:۲۷ |
| ۷    | تیم اسکای          | + ۱:۴۰:۳۶ |
| ۸    | ترک فکتوری ریسینگ  | + ۲:۰۶:۰۰ |
| ۹    | اف‌دی‌جی.اف‌آر        | + ۲:۳۰:۳۷ |
| ۱۰   | لامپره-مریدا       | + ۲:۳۲:۴۶ |